# Chris Wood (Folkmusiker)

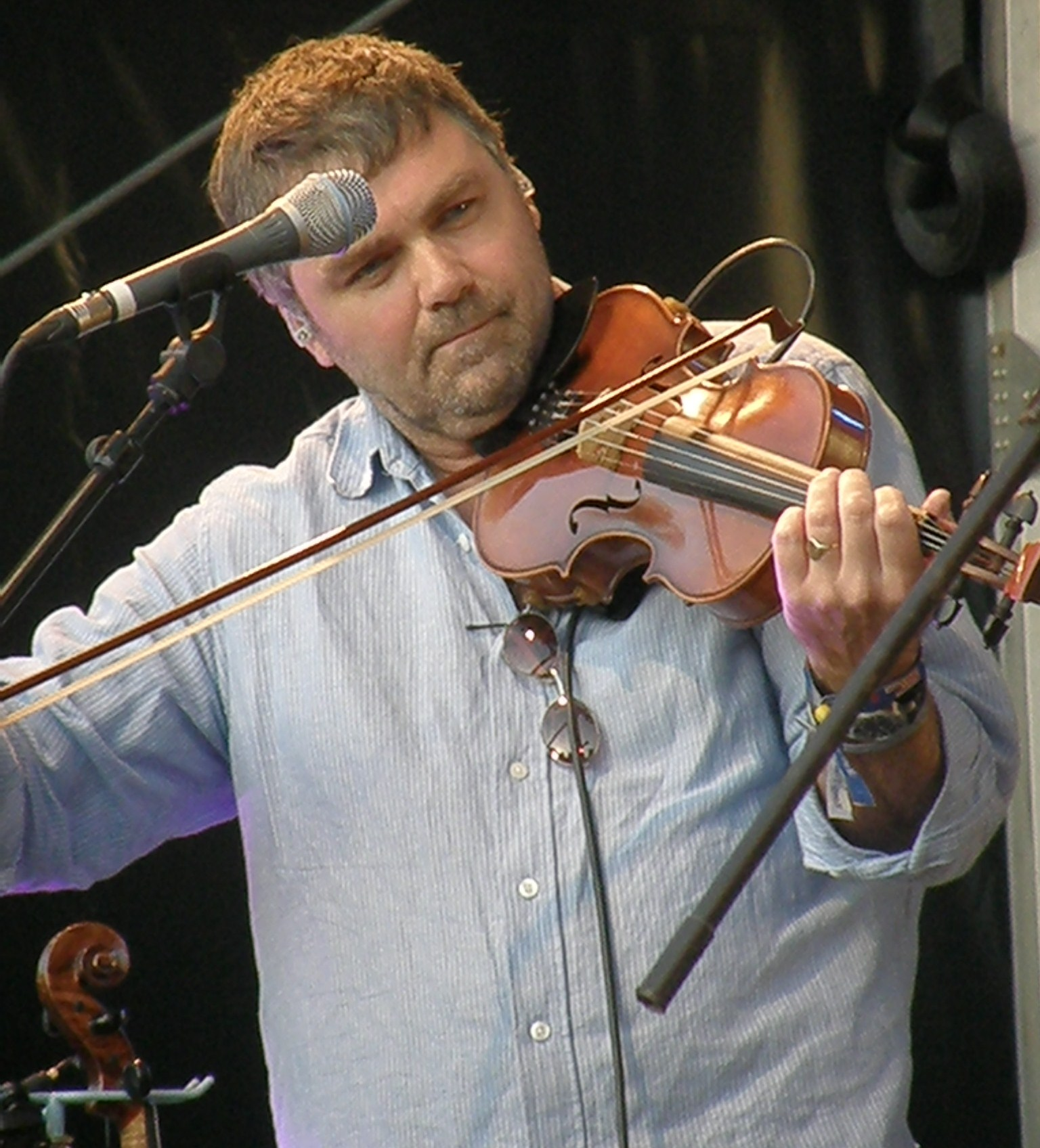
Chris Wood

Chris Wood (* in Kent) ist ein englischer Singer-Songwriter, Folkmusiker und Musikpädagoge.
Wood war in seiner Kindheit Chorsänger. Seine Kenntnisse im Spiel von Fiddle, Gitarre und Cello erwarb er autodidaktisch. Er gehörte der Royal Shakespeare Company an und komponierte Musik für Aufführungen am Royal National Theatre. Ende der 1970er Jahre studierte er in Kanada die Folkmusik der Provinz Quebec. Auf dem Album der Oyster Ceilidh Band Jack’s Alive  (1980) spielte er den elektrischen Bass. Anfang der 1980er Jahre erschien sein erstes Soloalbum Ever Simpler, mit dem er in Großbritannien bekannt wurde.
Sein internationaler Erfolg setzte ein, als er sich 1989 mit dem Akkordeonisten Andy Cutting zusammenschloss, mit dem er weltweite Tourneen unternahm und vier Alben aufnahm. Mit Martin Carthy und Roger Wilson schloss er sich 1999 zu Trio Wood, Wilson & Carthy zusammen. Ihr Album Wood - Wilson - Carthy enthielt Remakes von Carthys erfolgreichsten Songs (u. a. Scarborough Fair) und Woods Arrangement der Ballade Lord Bateman. In der Show On English Ground arbeitete er mit Laurel Swift und seiner Morris-Offspring-Tanztruppe zusammen. 2005 erschien sein Soloalbum The Lark Descending.
Neben Eliza Carthy, Martin Carthy, Paul Weller, Simon Emmerson, Sheila Chandra und anderen wirkte er 2007 an dem Album  The Imagined Village mit. Im Folgejahr erschien sein Soloalbum Trespasser, mit dem er die Preise als Folk Singer of the Year und für das Album of the Year von BBC Radio 2 erhielt. 2009 war er Partner von Karine Polwart und Jez Lowe bei dem vom Shrewsbury Folk Festival geförderten Darwin Song Project. Nach einer Zusammenstellung älterer Aufnahmen auf dem Album Albion erschien 2010 Handmade Life. 2012 begleitete er Joan Armatrading auf einer längeren Tournee. Es folgten die Alben None the Wiser (2013) und So Much to Defend (2016).
Schon in seiner Zeit in der Royal Shakespeare Company widmete sich Wood der Förderung der Folkmusik im Schulunterricht. Später unterrichtete er an der jährlichen Folkworks Summer School und an der University of Newcastle.  1999 gründete er das English Acoustic Collective, das Projekte des Musikunterrichts fördert und die Sommerschule in Gloucestershire betreibt. Für den Unterricht schrieb er Listening to the River, eine musikalische Exploration der Beziehungen zwischen Musik und Geografie, die auch im BBC Radio 3 gesendet wurde. In Zusammenarbeit mit Robert Harbron und John Dipper nahm das English Acoustic Collective 2004 das eigene Album Ghosts auf.

## Weblink
- Chris Wood Music